# Středojakutská nížina
Středojakutská nížina (rusky Центральноякутская низменность, Central'nojakutskaja nizmennost', jakutsky Саха сирин ортоку намтала, Saha sirin ortoku namtala) je nížina v podél řeky Leny a jejích přítoků Viljuj a Aldan v ruské sibiřské republice Sacha. Ze západu, jihozápadu i severozápadu je ohraničena náhorními plošinami Středosibiřské vysočiny, na druhé straně pak vyššími horstvy Východosibiřské vysočiny, zejména Verchojanského pohoří. Na severu se obě vysočiny téměř dotýkají (posledním výběžkem Středosibiřské vysočiny, který odděluje Středojakutskou nížinu od Severosibiřské nížiny, je krjaž Čekanovskogo, 524 m) a Lena proráží do moře Laptěvů relativně úzkým údolím mezi nimi. V nížině se nachází i hlavní město Sachy Jakutsk.
Povrch nížiny je plochý s nadmořskými výškami do 400 m, značně bažinatý, rozčleněný říční sítí. Půda je povětšinou celoročně zmrzlá (permafrost). Typickým geologickým jevem pro tuto oblast jsou termokrasová jezera zvaná alasy (ploché sníženiny od desítek metrů do několika kilometrů v průměru, vzniklé tím, že po mnoho let zmrzlé podloží roztaje a poklesne) a bulgunnjachy (300 až 400 m vysoké kupy s ledovým jádrem). Leží zde naleziště uhlí, železných a polymetalických rud, zemního plynu, zlata, diamantů a slídy.
Nížinu pokrývají listnaté a smíšené lesy s vtroušenými březovými háji a lužními stepmi.